# Жіночі підрозділи єзидів
Жіночі підрозділи Єзидів (від курдської: Yekinêyen Jinên Êzidxan, коротко YJÊ) - жіноче ополчення, сформоване в Іраці в 2015 році з метою захисту громади єзидів від нападів та вторгнень Ісламської держави Іраку та Леванту та інших ісламістських груп що сприймають народ єзидів як язичників та невірних.
Це військовий підрозділ змішаних підрозділів міліції єзидів Синджар (YBŞ), YJÊ був заснований 5 січня 2015 року під оригінальною назвою "Жінки та підрозділи оборони Синджари" (з курдської: Unidades Femeninas de Protección de Sinyar, YJŞ)  або YPJ-Синджар.  Свою нинішню назву міліція прийняла 26 жовтня 2015 р.
Організація дотримується феміністичної доктрини ув'язненого лідера РПК Абдулли Оджалана, джинеології  а також ширшій концепції демократичного конфедералізму, за яку виступає Конфедерація народів Курдистану (KCK).

## Діяльність
У жовтні 2015 р. YJÊ брали участь у створенні Синджарського союзу, спеціально структурного командування єзидів, разом із підрозділами захисту Синджар (YBŞ), уламком підрозділу Пешмерга; Силами захисту Синджару (HPŞ)  та іншими, метою підрозділу було захист населення єзидів від можливих нападів ісламістських груп.
За спільним розпорядженням нещодавно заснованого Синджарського союзу, YJÊ брали участь у операції "Лють Мелека Тауса" в листопаді 2015 року проти Ісламської держави. Альянс проіснував менше двох років до березня 2017 року, коли через ідеологічні розбіжності між основними збройними формуваннями вони оформили розрив. Після виходу з альянсу HPŞ приєдналися до сил Пешмерга регіонального уряду Курдистану.